# Académie protestante du Béarn
L’Académie d'Orthez ou Académie protestante du Béarn est une académie protestante fondée à Lescar  en 1562 par la reine de Navarre Jeanne d'Albret et élevée en université par Henri IV en 1583. Établie tantôt à Lescar, tantôt à Orthez suivant les aléas historiques et les contraintes matérielles, elle fut supprimée après le rattachement du Béarn à la France en 1620.

## Contexte historique
La formation des pasteurs était un enjeu important pour la propagation des idées réformées. Calvin avait fondé une académie à Genève en 1559, qui servit de modèle pour les initiatives postérieures. L'une des premières vint de la reine de Navarre Jeanne d'Albret, qui ordonna la création d’une académie en Béarn, principauté dont elle était souveraine. Cette académie joua un rôle important dans la formation des pasteurs au XVIe siècle avec celles de Genève, d’Orange, de Sedan et de Nîmes, la seule à être située dans le royaume de France.[réf. nécessaire]

## Historique de l’académie du Béarn
Le roi de Navarre, Henri II de Navarre et son épouse, Marguerite d'Angoulême ont reconstitué, vers 1549 un collège à Lescar en le comblant de faveurs royales.
À Noël 1560, la reine Jeanne d'Albret se déclare protestante et communie sous les deux espèces.
Sous la reine Jeanne d'Albret, en 1562, le collège occupe un immeuble acquis à cet effet par la ville, puis la maison d'un chanoine. La reine ayant confié l'enseignement à des protestants, les habitants de la ville n'envoient plus leurs enfants dans ce collège. Les professeurs se plaignent de cette situation auprès du comte Antoine Ier de Gramont, lieutenant général de la reine. Bernard de Sorberio, premier jurat de Lescar, lui fait part de l'opposition des habitants à leur enseignement. Le comte de Gramont demande à la reine de transférer le collège dans une autre ville.
Le 14 décembre 1564, Jeanne d'Albret choisit de faire d'Orthez une cité protestante et demande aux dominicains d'évacuer leur couvent. Le comte de Gramont donne aux dominicains le couvent des cordeliers de Lescar. En 1565, à la demande de jurats de Lescar qui ne voulaient plus des régents réformés, le collège est installé dans le couvent des dominicains d'Orthez en 1566. Dans le même temps, on fait venir des professeurs de Paris, Poitiers et Bourges pour des enseignements des langues grecque, latine, hébraïque, la philosophie, la théologie, la physique, les mathématiques, l'écriture et la musique.
Le 15 avril 1569, les troupes françaises commandées par Antoine de Lomagne, vicomte de Gimois, baron de Terride, s'emparent d'Orthez et rendent le couvent aux dominicains, mais pour peu de temps. Les troupes de Montgommery mettent le siège à Orthez qui tombe après l'attaque du 13 août. Le baron de Terride réfugié dans le château de Moncade est fait prisonnier le 15 août avec ses officiers. Cette prise de la ville a été suivie du massacre des religieux catholiques, des officiers prisonniers sauf le baron de Terride qui a réussi à s'échapper, et a entraîné l'apparition de la peste dans la ville.
En 1569, après la prise d'Orthez, le collège est transféré dans les bâtiments claustraux de la cathédrale de Lescar qui venaient d’être saisis et offraient une alternative plus commode car Orthez avait été dévastée par les troupes de Montgommery. 
La reine a ordonné de transférer de nouveau l’académie à Orthez le 26 novembre 1571. La mort de Jeanne d'Albret à Paris, le 9 juin 1572, a retardé la mise en œuvre de ce déménagement.
Après le massacre de la Saint-Barthélemy, Henri III de Navarre est maintenu prisonnier après avoir abjuré. Il ne réussit à s'enfuir de la cour que le 5 février 1576 et prend part comme chef du parti protestant aux guerres de religion après être revenu au protestantisme. C'est de Montauban qu'il demande une enquête sur les deux villes, le 13 août 1578. La décision de transférer le collège à Orthez est prise le 6 mai 1579. Les professeurs n'ayant pas bougé de Lescar, les lettres patentes leur rappellent le 11 août 1579 de se délocaliser à Orthez.
Le 1er septembre 1583, Henri de Navarre, érige le collège en université. 
Dans l'édit de création de l'université, Henri de Navarre ordonne qu'il y ait un imprimeur « pour éditer le fruit des études autant qu'il paraîtra au Recteur, et pour qu'il ne puisse manquer cet ornement à cette académie ». Le premier imprimeur en titre de l'université est Louis Rabier († vers 1608),.
En 1591, la régente, la princesse Catherine de Bourbon, prend un arrêt transférant de nouveau l’université à Lescar. Le roi, son frère, confirme son arrêt par des lettres patentes au début de 1592, année durant laquelle se fait le transfert effectif. 
Le roi prend en 1609 un nouvel édit, transférant définitivement le collège à Orthez.
En 1620, après le rattachement du Béarn à la France, lors de la venue de Louis XIII, le culte catholique est rétabli en Béarn. On ne connaît pas la date de fermeture de l’université, entre 1620 et 1627. Pour Louis Batcave, l'université a dû dépérir. En 1631, le synode de Charenton décide d'aider les églises de Béarn pour le rétablissement du collège. Après 1644, le syndic général du Béarn, M. de Navailles, a proposé que l'université soit rétablie à Pau, sans suite.

## Enseignements
L´académie comptait une chaire de théologie, de grec, d'hébreu, de philosophie, de mathématiques et de musique.
En 1583, elle obtint le titre d'université royale de Béarn, pouvant ainsi délivrer des diplômes en théologie, mais aussi en sciences, droit ou médecine.

## Professeurs célèbres
- Pierre Viret (en 1571)
- Nicolas Des Gallars (en 1579)
- Lambert Daneau (de 1583 à 1593)
- Arnaud de Salette